# 2013년 포르투갈 지방 선거
2013년 포르투갈 지방 선거(포르투갈어: Eleições autárquicas portuguesas de 2013)는 2013년 9월 29일에 치러졌다. 야당인 사회당이 승리했다.

## 선거 결과
제1야당인 사회당이 승리했다. 여당인 사회민주당은 패배했다. 집권여당이 패한 이유는 여당의 긴축정책에 대한 국민들의 불만이 표출되었다는 평가가 있다.

## 같이 보기
- 포르투갈의 정당

## 참조
1. 1 2 3  박성진 (2013년 9월 30일). “포르투갈 지방선거서 긴축 심판…향후 정책 불투명”. 2013년 10월 1일에 확인함.